# Camille Biot
Camille Biot (Châtenoy-le-Royal, 19 dicembre 1850 – Mâcon, 1918) è stato un medico francese che descrisse il fenomeno patologico noto come respiro di Biot.

## Biografia
Camille Biot nacque a Châtenoy-le-Royal, Saône-et-Loire, in Francia nel 1850. Egli fece una serie di osservazioni su modelli di respirazione mentre lavorava come stagista presso l'Hôtel Dieu Hospital di Lione. Queste sue osservazioni furono pubblicate nel 1876 .
Nel corso della sua vita scrisse di molti altri argomenti medici oltre a quelli sulla attività respiratoria per i quali è maggiormente noto.
Scrisse inoltre articoli inerenti all'archeologia greco-romana di Mâcon.

Divenne un membro de "L'Académie de Mâcon" (Società di Arti, scienze, archeologia, lettere ed agricoltura). Dopo il 1875 praticò la medicina a Mâcon dove morì nel 1918.

## Attività clinica
Biot scrisse due articoli fondamentali sui modelli di respirazione mentre lavorava come stagista all'ospedale di Lione.
Egli descrisse i pazienti che erano stati ammessi all'ospedale Hôtel Dieu con respiro di Cheyne-Stokes, l'oggetto della sua curiosità scientifica. Proprio durante questi studi ed osservazioni egli si rese conto che alcuni pazienti affetti da respiro di Cheyne-Stokes erano in realtà affetti da un tipo di respiro che egli definì "ritmo meningitico".
Nel 1878 nel suo lavoro "Étude de Clinique expérimentale et sur la respirazion de Cheyne-Stokes" parlando di un paziente di 16 anni, affermò:

Biot capì dunque che il pattern respiratorio da lui osservato doveva essere considerato non una variante della respirazione di Cheyne-Stokes ma un diverso tipo di respiro.